# زیگفرید فوگت
زیگفرید فوگت (انگلیسی: Siegfried Voigt؛ زادهٔ ۳ اکتبر ۱۹۵۰) بازیکن هندبال اهل آلمان بود.